# Burry Port
Burry Port es una localidad situada en el condado de Carmarthenshire, en Gales (Reino Unido), con una población estimada a mediados de 2016 de 6078 habitantes.
Se encuentra ubicada al suroeste de Gales, a poca distancia al norte de Swansea y del canal de Bristol.